# Antonio Bonfini

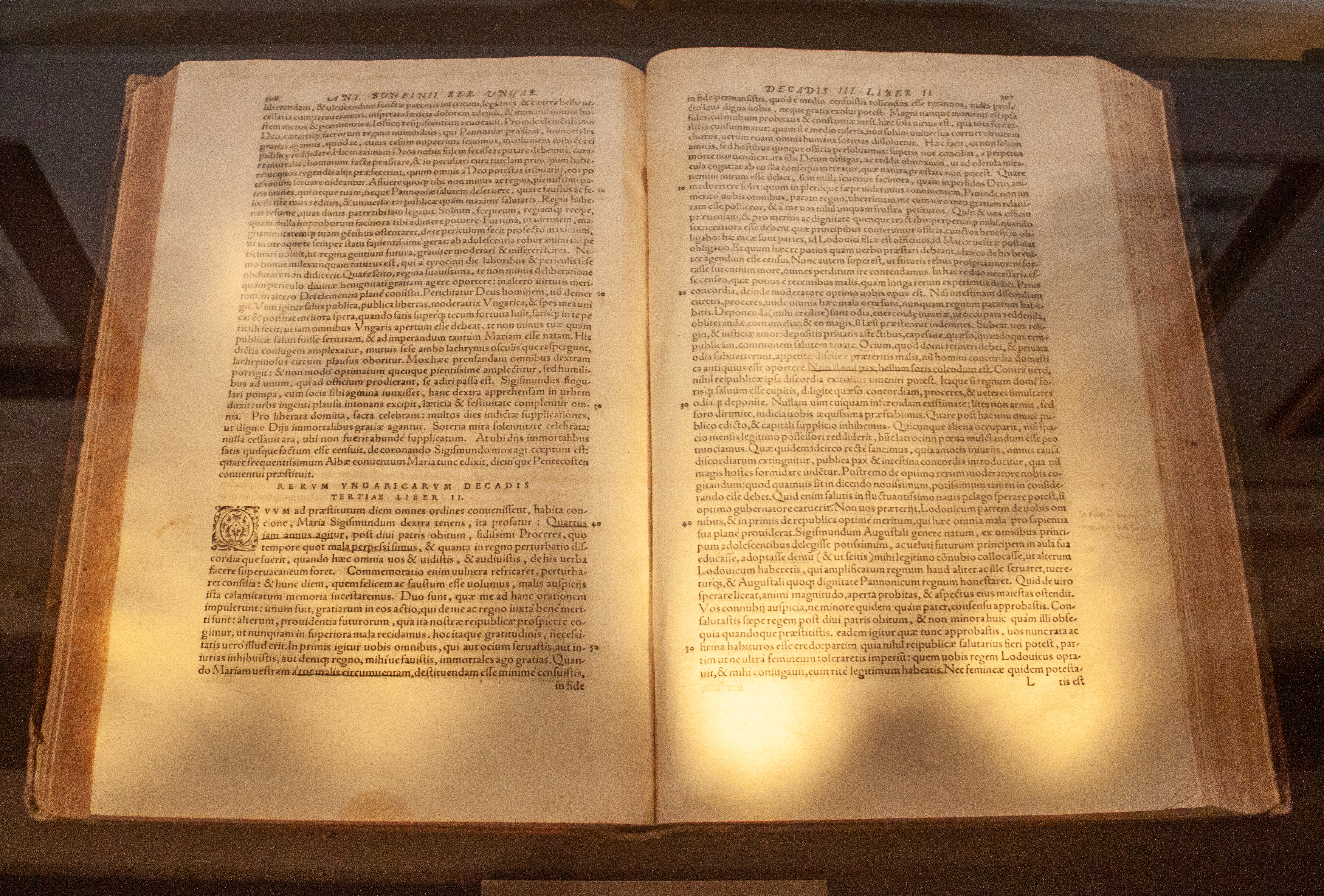
Bonfini könyve a magyar történelemről a sárospataki Rákóczi Múzeumban

Antonio Bonfini, magyarosan Bonfini Antal (latinul: Antonius Bonfinius), (1427 vagy 1434 decembere – 1502 tavasza) Magyarországon tevékenykedő itáliai humanista történetíró.

## Ifjúsága
Bonfini 1427 vagy 1434 decemberében született a közép-itáliai Piceno tartományban, Ascoliban vagy Patrignonéban. Mindkét város a maga szülöttének tekinti. Humanista szellemű nevelést kapott. Picenóban tanítója Enoc d'Ascoli volt, aki megtalálta Tacitus egyik kéziratát a hersfeldi kolostorban. Magisteri címet szerzett. Fiatal korában gazdag családoknál nevelőként dolgozott, előbb szülőhelyén, aztán Firenzében, Padovában, Ferrarában, Rómában. 1465-ben elvette feleségül Spina di Marino della Roccát, egy ascoli tanácsúr lányát, aki négy fiú és egy lánygyermekkel ajándékozta meg. Az egyik fiú, Francesco, jó nevű orvos lett, a leány, Francesca Ventidia apáca a helybeli Szent Egyed-kolostorban, ahol – állítólag – 115 éves korban bekövetkezett haláláig élt.

## Professzori állás
Bonfinit 1473-ban meghívták az Anconától pár kilométerre délre fekvő Recanati iskolájába professzornak. Az állást 1478-ban foglalta el. Addigra már jó kapcsolatokat épített ki mind a tudós humanista-, mind az arisztokrata körökkel. Amikor tehát Aragóniai Beatrix, I. Mátyás magyar király hitvese férjéhez Magyarországra indult, és 1476 októberében Loretón keresztülutazott, a helybeliek büszkén vezették elé és mutatták be neki jeles tudósukat. A recanati állásban latint, görögöt, nyelvtant, költészetet, előadóművészetet tanított nyolc-kilenc éven át. Jól mehetett a sora, fizetését fölemelték, megbízását meghosszabbították, telket, földet vásárolt a városban, megkapta a polgárjogot. Tanári munkáját komolyan vette. Tanítványai hálásan emlékeztek rá vissza, s közülük egy-kettő a kor ismert tudósai közé emelkedett.

## Utazás Magyarországra
1486. szeptember 1-jén háromhavi szabadságot és útiköltséget kért a várostól, és 25-én útnak eredt, hogy Aragóniai Beatrixszal való ismeretségét fölelevenítve bemutatkozzék Mátyás királynak. Vitte magával a kész köteteket, immár megfelelő dedikációkkal, ezeket részben Mátyás királynak, részben Beatrixnak ajánlva.
A fejedelmi udvarba, amely akkor a király megszállt Ausztriában, Retzben tartózkodott, október 22. és 27. között érkezett meg. A szívélyes fogadtatás után megjelenhetett a királyi család színe előtt, átnyújtotta műveit, melyeket a király nagy érdeklődéssel fogadott, azonnal el is olvasott, és tetszését fejezte ki, majd jó fizetéssel alkalmazta őt a felesége mellé felolvasónak. Bonfini igyekezett beilleszkedni az új környezetbe, barátokat és pártfogókat keresett. Szabadságát nyilván meghosszabbította, mert a három hónap elteltével is Beatrix mellett maradt, és vele együtt ámulta végig azt a csodálatos díszszemlét, amelyet a király 1487 augusztusában Bécsújhely mellett rendezett. Mátyás emellett megbízta a görög Lucius Flavius Philostratus athéni szofista és unokaöccse műveinek latinra fordításával, amit az év elején Ebenfurthban el is végezte, aztán a nyári hónapokban Antonio Averulino (Filarete) építészeti traktátusát kellett olaszból latinra fordítania. Mindebből kitetszik, hogy az uralkodó elégedett volt vele. Helyzete mégis kedvezőtlenül alakult, és az év végén visszautazott Recanatiba, és ismét munkába állt az iskolában.

## Visszautazása Itáliába
E váratlan fordulat okára közvetlen adatunk nincsen, az utalások és a körülmények azonban azt a gyanút keltik, hogy az úrnőjével nem jött ki. Mátyás ez időben mindvégig a harctéren tartózkodott, ezért udvaroncának sorsára aligha fordított gondot. Az viszont feltűnő, hogy míg Bonfini mindeddig a legnagyobb elragadtatással nyilatkozott a királynéról, később, A magyar történelem tizedeiben (vagy ahogy emlegetni szokták: a Magyar történetben, latinul Rervm Vngaricarvm Decades), az asszony akkori magatartását keserű szavakkal jellemzi: „Az ajándékok idehívták a poétákat, a szónokokat, a grammatikusokat is, akik várakozásukban csalódva jóval szegényebben tértek haza Itáliába, mint ahogy idejöttek.” Itt valószínű önmagára céloz.

## A magyar háttér – utódlás
A fejedelmi pár kapcsolata éppen abban az 1485. esztendőben végzetesen válságossá vált, amelyben az ő figyelme a magyar ügyek felé fordult. Ebben az évben a trónutódlás miatt aggódó Mátyás király – tízévi meddő házasság után – arra az elhatározásra jutott, hogy utódjává nyilvánítja házasságon kívül született, de törvényesített fiát, Corvin Jánost. A tizenkét éves fiút elismerte, gondoskodott rangjáról, vagyonáról, elvitte hadjárataiba, bevonta a diplomáciai tárgyalásokba, sőt olykor maga helyett őt léptette föl egy-egy reprezentatív eseménynél. Hogy származása homályát eloszlassa, kidolgoztatta számára a római eredet elméletét, és a Corvin nevet adta neki. Beatrix természetesen a leghevesebben reagált erre, mert ő még reménykedett abban, hogy világra hozza a törvényes utódot.
Az udvar emiatt két pártra szakadt, és Bonfini a Corvin-oldalra állt. A később keletkezett Magyar történet egyértelműen és kimondottan az ifjú hercegnek fogja a pártját, sajnálkozik bukásán, és Beatrixról leplezetlen ellenszenvvel beszél.

## Történelmi munkája

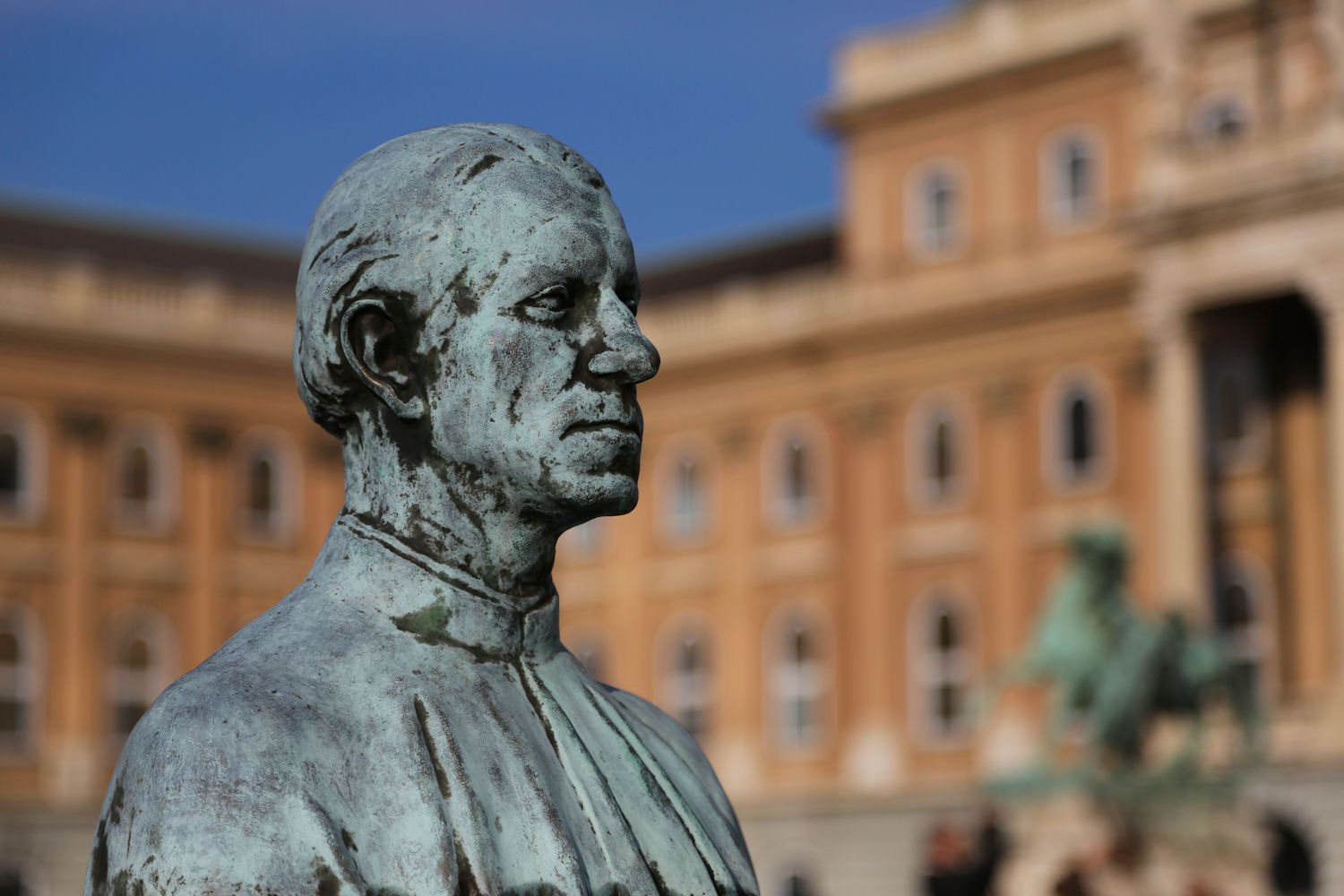
Mellszobra a Budai Várnegyedben

Ezután míg Mátyás Bonfinit, addig Beatrix Ranzanót bízta meg a magyar történelem feldolgozásával. Mátyás nem mondott le a tudós familiárisról. Mihelyt az ausztriai hadi helyzet valamelyest rendeződött, és decemberben létrejött a fegyverszünet, a nyugalom beköszöntével első dolga volt, hogy visszahívja őt. A közvetlen okot az szolgáltatta, hogy 1488. március 20-án Brünnben megjelent Thuróczy János A magyarok krónikája, amelyet szerzője a magyar történelem összefoglalásának szánt, az udvar finomabb ízlésű körei azonban tűrhetetlenül barbárnak találtak. Mátyás tehát fölkérte Bonfinit a tárgy reneszánsz szellemben, humanista stílusban, modern módszerekkel és méltó terjedelemben történő feldolgozására, természetesen a számára kívánatos felfogásban.
A megbízást tehát 1488 májusában kapta, a tájékozódás és az anyaggyűjtés után 1489-ben látott hozzá az íráshoz. Ekkor vetette papírra első fogalmazásban az I. tized 1. könyvét. Hogy Mátyás halála napjáig (1490. április 6.) meddig jutott el, az pontosan nem állapítható meg. Annyi bizonyos, hogy az első 16 könyvvel már készen állt, de a III. decas 9. könyvéig, vagyis Mátyás trónra lépéséig még nem érkezett el. Kenyéradója halála nyilván megakasztotta munkáját, de az országot nem hagyta el, II. Ulászló koronázásán is jelen volt, az új uralkodó pedig a megbízást azonnal megújította, így az írást nyomban folytathatta, és 1492-re eljutott Mátyás haláláig. A vállalkozás ezzel mintha nyugvópontra ért volna. A 38 könyv után megírta a mű előszavát, amelyben Ulászlónak megköszöni, hogy elődje halála után ő finanszírozta a munkát. A király is kifejezte elégedettségét, és október 10-én magyar nemességgel adományozta meg, és a szerzőt koszorús költő címmel is kitüntette.

## Utazások
Bonfini ezek után elutazott Itáliába, és ismét tanítani kezdett, ezúttal Ferrarában. 1493 augusztusában még ott volt. Közben azonban Budán történt valami, mert 1494 áprilisában újfent Magyarországon találkozunk vele. Ekkor fizetést utalnak ki számára a kincstárból, ami azt jelzi, hogy történetírói hivatalát fölvette, és hozzálátott a Magyar történet folytatásához, az új rendszer krónikájának a rögzítéséhez. Ekkor írta meg a IV. decas 9–10. könyvét, majd folytatólag a többit, és hozzákezdett a már kész darabok átdolgozásához. Ettől kezdve többé-kevésbé folyamatosan dolgozott, ámbár az megállapítható, hogy az elbeszélést nem az eseményekkel egyidejűleg, hanem kisebb-nagyobb késedelemmel vetette papírra. Azonban rögtön az újrakezdés után a mű két pontján határozott törés tapasztalható. A nagyobb arányú átdolgozás nyoma az I. decas 2. könyvének 190. mondatáig látható, a továbbiakban csak a legszükségesebb módosításokat hajtja végre, jelentékenyebb mértékben az I. tized 10. könyvén. És egy más jellegű törés látszik a IV. decas 9. és 10. könyve között, tehát nyomban az indulás után: itt stílusa váratlanul lelassul, és tónusa kedvetlenné válik. Az okot csak találgatni lehet, gyanakodhatunk egészsége megromlására, a Mátyás idejéhez képest szürkébb viszonyokkal való elégedetlenségére, de arra is, hogy a források szerint honoráriuma szűken folyt az államkasszából. Tény, ami tény, a mű a IV. decas 10. könyvétől unalmassá válik.
A végleges formában elkészült I–IV. tized lemásolásához ugyanakkor, 1494 tavaszán kezdtek hozzá, négy kötetben, parádés formában, drága pergamenre, valószínűleg illusztrálva. A másolás 1496 végéig tartott. Ez a példány a királyi könyvtár számára készült. Később elkallódott (a 17. század végén két kötet még megvolt belőle Esztergomban), szétesett. Az utóbbi időben csodálatos módon bukkant elő belőle hat levél, kettő 1872-ben Nürnbergben, kettő 1923-ban Szegeden, kettő 1975-ben Budapesten, ahova Nagyváradról került. Az V. tized másolásához hozzá sem fogtak, hiszen azon akkor még a szerző dolgozott. A négy és fél tizedre rúgó eredeti szerzői fogalmazvány azóta mindenestül elveszett. A másoló személye ismeretlen. Annyi bizonyos, hogy átlagon felül képzett és gyakorlott mester volt, akit a szerző hozott magával Itáliából, amikor 1494 elején újra Magyarországra jött. Munkája magas színvonalát az udvar is elismerte, mert miután a négy kötetet átnyújtotta a királynak, János másoló is megkapta a címeres nemességet családjával együtt. Az adományozó oklevelet maga Bonfini fogalmazta.

## Kész a történelmi munka
Sokkal többet már nem is írt ezután. Elbeszélésében az 1496 júliusában tartott országgyűlés az utolsó esemény, és célzást tesz egy az év októberében lejátszódott mozzanatra. E sorokat valamikor 1497 elején vetette papírra. Ekkor szélütést kapott, és már csak arra maradt ereje, hogy lediktálja az V. tized néhány soros ajánlását, amelyben búcsút mond hivatásának. 1497 végén – jobbulása után – vissza akart térni szülőföldjére, amire azonban nem került sor. 1502 tavaszán megint nekirugaszkodott, de az utazás megint elmaradt. Ezúttal alighanem a halál hiúsította meg, talán éppen a készülődés izgalma által kiváltott újabb szívroham. Öccse, Máté, az év közepén már halott bátyjára emlékezik.
Végrendeletének megfelelően Óbudán temették el a mai Szent Péter és Pál Plébániatemplom helyén állott Szent Margit-kápolnában, és sírjára ezeket a sorokat vésték:
Bonfini nyugszik e sírban alant, Picenónak a sarja,

Tisztesség, tudomány, szép szó volt az övé.

Csontjai fekszenek itt, de az ő történeti műve 

Már a magyar földé, s ennél semmi se több.

## Műve
A kortársak igen nagy fontosságot tulajdonítottak a műnek. A tudósok és a politikusok részéről is élénk érdeklődés mutatkozott. Adatunk van arra, hogy már 1499-ben szerették volna kikölcsönözni, és Miksa császár figyelmét is felhívták létére. A népszerűség azonban csak 1515-ig tartott.

## Feledés
1515. július 19-én I. Miksa német-római császár, II. Ulászló magyar és cseh király és I. Zsigmond lengyel király a bécsi kongresszuson (részletesebben lásd. Jagelló-ház) a közép-európai nagyhatalmak uralkodói átrendezték kapcsolataikat, a Jagelló-ház lemondott magyarországi igényeiről, és a terepet átengedte a Habsburgoknak. A megállapodás úgy szólt, hogy a magyar trónon ülő lengyel ág esetleges kihalása esetén az uralom a riválisra száll át. Mint tudjuk, erre nem is kellett sokáig várni, bár ezt akkor még nem sejthették. Az ellenségeskedést Habsburg-fölénnyel párosult barátság váltotta fel. Bonfini művének éle a visszájára fordult, ezért ezután a létéről sem akartak tudomást venni. Az 1510-es évek közepétől kezdve teljes körülötte a csönd, senki sem beszél róla, senki sem olvassa, a legtájékozottabb historikusok sem használják, nem is említik, a másolatok eltűnnek a süllyesztőben, a legtöbb mindörökre.

## Újra előbukkan

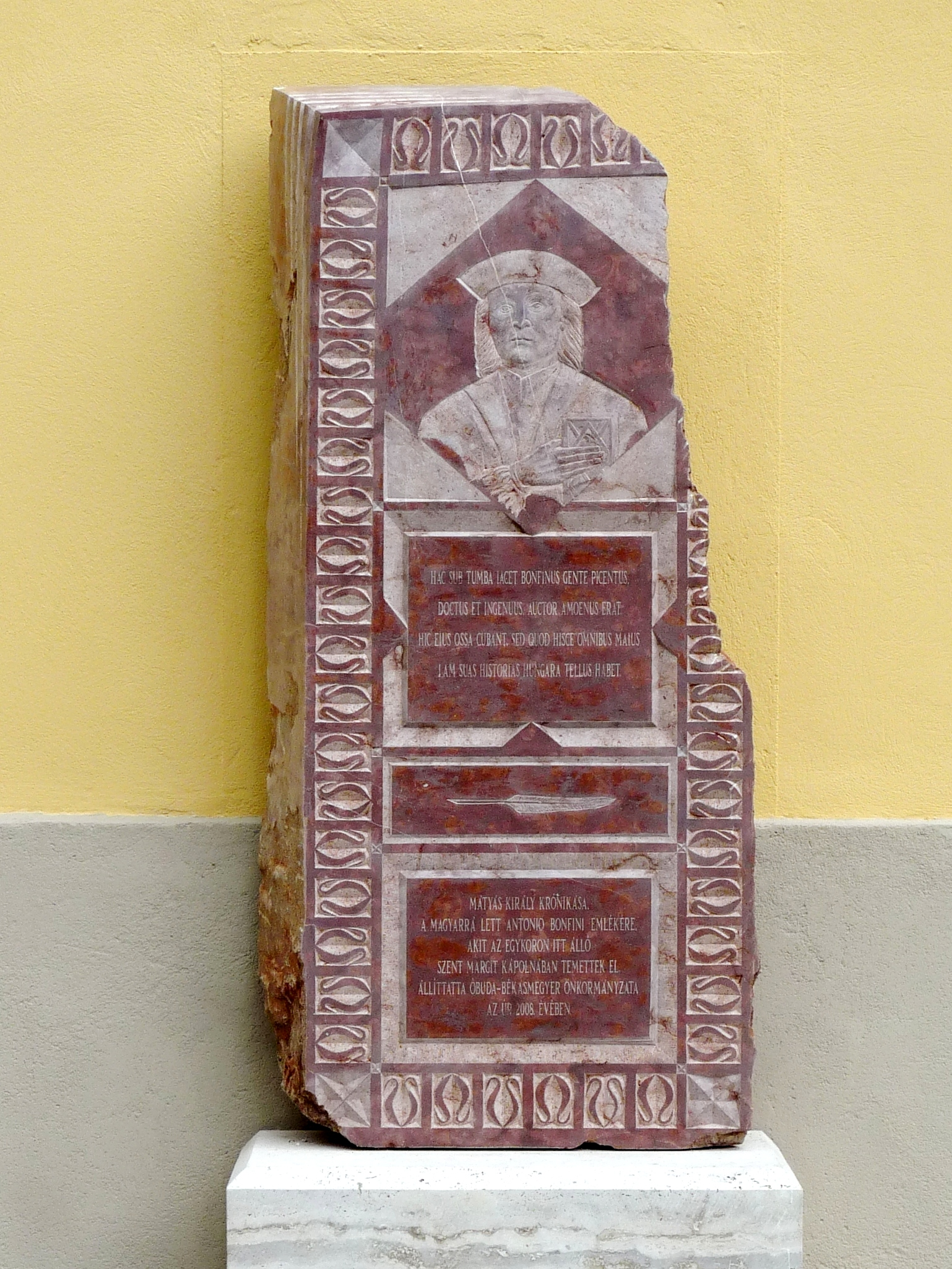
Antonio Bonfini (1427[?]–1502) vörös mészkő domborműves emléktáblája az óbudai Szent Péter és Szent Pál templom déli oldalán. Alkotója: Seres János.
Felirata: MÁTYÁS KIRÁLY KRÓNIKÁSA, A MAGYARRÁ LETT ANTONIO BONFINI EMLÉKÉRE, AKIT AZ EGYKORON ITT ÁLLÓ SZENT MARGIT KÁPOLNÁBAN TEMETTEK EL

Bonfini neve tehát 1541 után váratlanul felbukkant a homályból, megindult a kutatás a tizedek után, és 1543-ban Bázelben nyomtatásban megjelent az első három decas, az a rész tehát, amely politikai tekintetben eléggé közömbösnek mondható. Ennek akkora sikere lett, hogy két év múlva németre, sőt franciára is lefordították. Az irodalmi körök is értékelték, Hans Sachs 1561-ben feldolgozta belőle Bánk bán históriáját. Tudunk olyan császári tisztviselőről, akinek a Magyar történet a kedvenc olvasmányai közé tartozott.
Közben folyt a kutatás a rejtőzködő kéziratok után, melynek során a kolozsvári nyomdászt, Heltai Gáspárt érte az a szerencse, hogy rábukkant a Mátyás-történet nagyobb részét tartalmazó IV.1–6. könyvekre, és azokat 1565-ben közzétette. A nagy hírű filológus és királyi historikus, Zsámboki János végre 1568-ban első ízben jelentette meg a teljes anyagot. Egypár szót azonban a bécsiek érzékenységére való tekintettel még ekkor is mellőznie kellett.

## Rerum Hungaricarum decades
A Rerum Hungaricarum decades modern igényű kritikai kiadásának munkálatai egy Krakkóban fellelt korai másolat alapján az 1930-as években indultak meg Fógel József, Iványi Béla és Juhász László gondozásában, valamennyi korábbi nyomtatott variáns figyelembevételével. Az I–III. decast tartalmazó első három kötet 1936-ban ki is jött Lipcsében a Juhász szerkesztette Bibliotheca Scriptorum Medii Recentisque Aevorum című sorozat részeként. Közbejött azonban a háború és Fógel József 1941-ben bekövetkezett halála. A szöveg befejező részét tartalmazó IV/1. kötet 1945-ben jelent meg Budapesten; a két szerkesztő a címlapra 1941-es dátumot nyomatott, hogy Fógel közreműködése ne legyen megkérdőjelezhető. A IV/2. kötet a Bibliotheca újrainduló sorozatának első darabjaként új anyaggyűjtés alapján 1976-ban jelent meg.

## Értékelés
Végül is sikerült olyan művet alkotnia, amelyet évszázadokig nem lehetett megismételni. Hogy az utókor mire tartotta, nemcsak a seregnyi kiadás jelzi, hanem az a tény is, hogy adataiban, a magyar történelemről alkotott felfogásában jószerivel a 19. századig iránymutató maradt. Jelzi az is, hogy pótlására, felváltására senki sem tudott vállalkozni, legnagyobb historikusaink évszázadokon keresztül csak a folytatására merészkedtek. Még a 18. században kibontakozó jezsuita történésziskola is csak addig ment el, hogy adatokat gyűjtött és publikált egy majdan megírandó nagy magyar történet számára. Végül is a teljes hazai história modern módszertani, nyelvi és stiláris színvonalon álló, új kutatási eredményeket felvonultató, korszerű szellemiséget sugárzó, a tárgyhoz terjedelemben is illő – tehát a Bonfiniét tényleg felváltó – összefoglalását legközelebb Horváth Mihálynak sikerült megalkotnia a 19. század hatvanas-hetvenes éveiben, majdnem 400 évvel Bonfini után.
Elveszett művei közül Corvin Jánosnak ajánlotta a Corvinusok genealógiáját (De Corvinianae domus origine libellus). A magyar történelem korszerű feldolgozásán 1497-ig dolgozott. A korabeli intézmények, városok, családok antik előzményeit kereste. A Hunyadiak politikai céljait és a középnemesi értelmiség szempontjait szolgálta.

## Magyarul
- Chronica az magyaroknac dolgairol, mint iöttec ki a nagy Scythiaból Pánnoniában, es mint foglaltác magoknac az országot, es mint birtác aszt hertzegröl hertzegre es királyról királyra, nagy soc tusakodássockal és szántalan soc viadallyockal, mellyet Heltai Gaspar meg irta magyar nyeluen, es ez rendre hoszta az Bonfinius Antalnac nagy könyuéböl és egyéb historias könyuekböl nem kiczin munkáual; Heltai Gáspárné, Kolozsvár, 1575
- Szemelvények. Képek Mátyás király korából; ford., bev., jegyz. Császár Mihály; Lampel, Bp., 1905 (Magyar könyvtár)
- Mátyás király; vál., ford., bev. Geréb László; Officina, Bp., 1943 (Officina könyvtár)
- Mátyás király; ford. Geréb László, bev., jegyz. Kardos Tibor; Magyar Helikon, Bp., 1959 (Monumenta Hungarica)
- Beszélgetés a szüzességről és a házasélet tisztaságáról, 1–2.; ford., bev., jegyz. Muraközy Gyula; Szépirodalmi, Bp., 1985 (Magyar ritkaságok)
- A magyar történelem tizedei; ford. Kulcsár Péter; Balassi, Bp., 1995

## Emlékezete

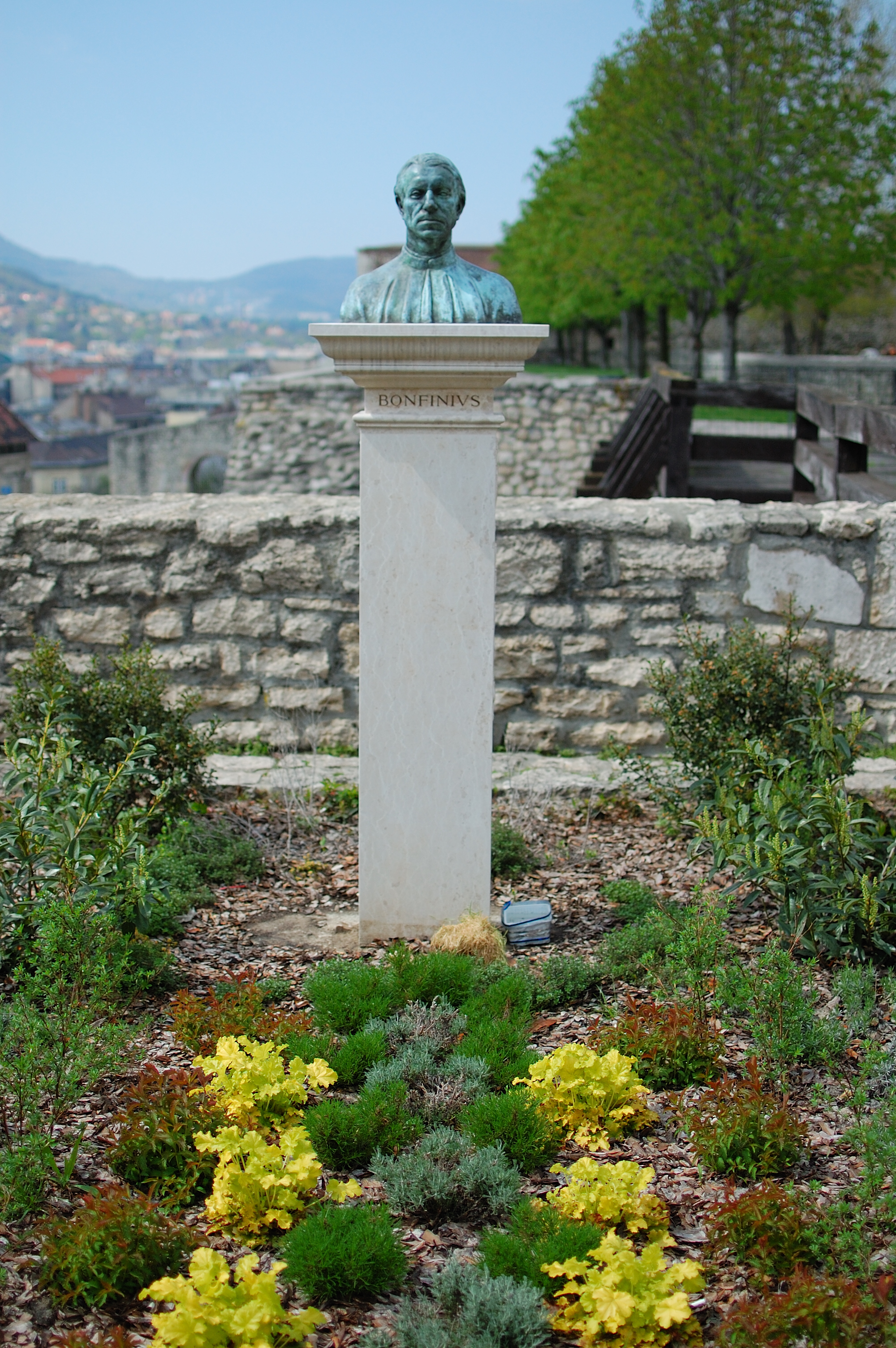
Antonio Bonfini mellszobra a Budai Várban

- 2021 óta nevét viseli az 545167 Bonfini kisbolygó.[3]